# Fosforribosilamina
A fosforribosilamina ou 5-fosforribosilamina (5PRA) é um intermediário do metabolismo das purinas. Mais concretamente, é o precursor do monofosfato de inosina (IMP). A 5PRA é sintetizada a partir de PRPP mediante a catálise realizada pela enzima amidofosforribosiltransferase.
A 5-Fosfo-beta-D-ribosilamina é o beta-anômero da 5-fosfo-D-ribosilamina. Tem um papel como metabólito de Escherichia coli e um metabólito de camundongo. É um ácido conjugado de um íon 5-fosfo-beta-D-ribosilamínio(1-).